# Placówka Straży Celnej „Majerz”

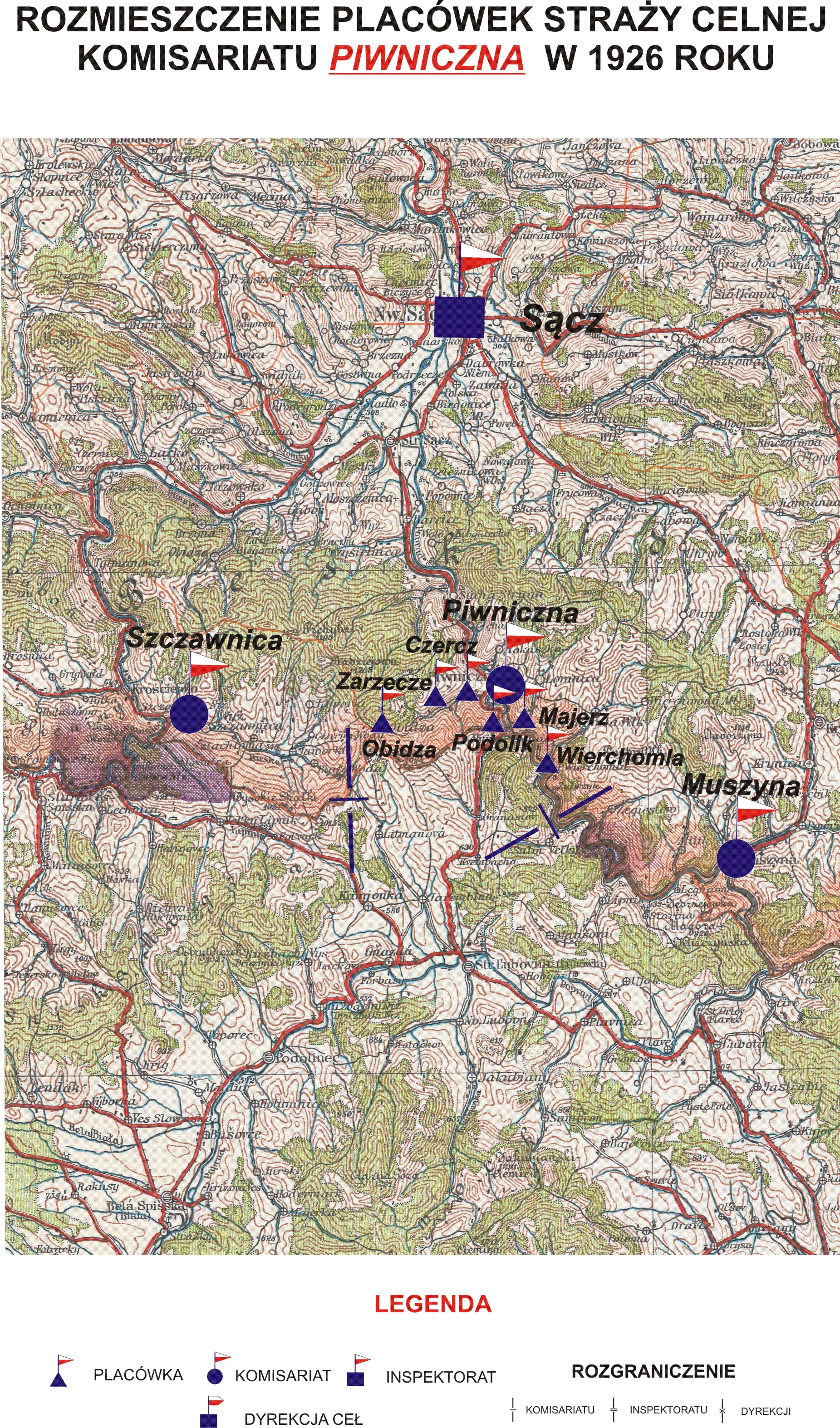
Rozmieszczenie placówek SC Komisariatu Piwniczna w 1926

Placówka Straży Celnej „Majerz” – jednostka organizacyjna Straży Celnej pełniąca w okresie międzywojennym służbę ochronną na granicy polsko-czechosłowackiej.

## Formowanie i zmiany organizacyjne
Na wniosek Ministerstwa Skarbu, uchwałą z 10 marca 1920 roku, powołano do życia Straż Celną. Jednostki Straży Celnej rozpoczęły przejmowanie odcinków granicy od pododdziałów Batalionów Celnych. W 1922 roku w Muszynie stacjonował sztab 3 kompanii 8 batalionu celnego. Kompania wystawiała między innymi placówkę w Majerzu. Proces tworzenia Straży Celnej trwał do końca 1922 roku. Placówka Straży Celnej „Majerz” weszła w podporządkowanie komisariatu Straży Celnej „Piwniczna” z Inspektoratu SC „Sącz”.
W drugiej połowie 1927 roku przystąpiono do gruntownej reorganizacji Straży Celnej. W praktyce skutkowało to rozwiązaniem tej formacji granicznej. Ochronę północnej, zachodniej i południowej granicy państwa przejęła powołana z dniem 2 kwietnia 1928 roku Straż Graniczna. W strukturach nowo powstałej formacji placówki „Majerz” nie odtworzono.

## Funkcjonariusze placówki
Kierownicy placówki
| stopień    | imię i nazwisko, numer | okres pełnienia służby | kolejne stanowisko |
| ---------- | ---------------------- | ---------------------- | ------------------ |
| przodownik | Wiktor Pal (121)       | był w 1926             |                    |

Obsada personalna placówki w 1926:
- przodownik Wiktor Pal (121)
- przodownik Stanisław Krzysztofek (1498)
- starszy strażnik Jan Kliś (250)